# Storträsket (Österåkers socken, Uppland)
Storträsket är en sjö i Österåkers kommun i Uppland och ingår i Åkerströms huvudavrinningsområde. Sjön är 4,7 meter djup, har en yta på 0,051 kvadratkilometer och befinner sig 6,1 meter över havet.

## Delavrinningsområde
Storträsket ingår i det delavrinningsområde (660100-163970) som SMHI kallar för Utloppet av Garnsviken. Medelhöjden är 33 meter över havet och ytan är 37,81 kvadratkilometer. Räknas de 14 avrinningsområdena uppströms in blir den ackumulerade arean 379,7 kvadratkilometer. Avrinningsområdets utflöde Åkersström (Långripan) mynnar i havet. Avrinningsområdet består mestadels av skog (64 procent) och jordbruk (14 procent). Avrinningsområdet har 2,06 kvadratkilometer vattenytor vilket ger det en sjöprocent på 5,5 procent. Bebyggelsen i området täcker en yta av 2,21 kvadratkilometer eller 6 procent av avrinningsområdet.